# ルストラ
ルストラ（伊: Lustra）は、イタリア共和国カンパニア州サレルノ県にある、人口約1,000人の基礎自治体（コムーネ）。

## 地理

### 位置・広がり

#### 隣接コムーネ
隣接するコムーネは以下の通り。
- ラウレアーナ・チレント
- オミニャーノ
- ペルディフーモ
- ペリート
- ルティーノ
- サレント
- セッサ・チレント
- トルキアーラ

## 行政

### 分離集落
ルストラには、以下の分離集落（フラツィオーネ）がある。
- Corticelle, Ponti Rossi, Rocca Cilento, Selva